# 448051 Pepisensi
448051 Pepisensi este o planetă minoră (asteroid) din centura de asteroizi. A fost descoperită pe 31 martie 2008 la  de José Antonio de los Ríos⁠(d). 
Obiectul prezintă o orbită caracterizată de o semiaxă mare de 2,7725289455342 UAi, o excentricitate de 0,1, o înclinație de 26,6 ° în raport cu ecliptica.